# Villarta
Villarta ist ein Ort und eine Gemeinde (municipio) mit insgesamt nur noch 847 Einwohnern (Stand: 2024) im Südosten der Provinz Cuenca in der Autonomen Region Kastilien-La Mancha. Der Ort lag an der Ruta de la Lana, einem einstmals bedeutenden Handels- und Pilgerweg, der von Alicante kommend, bis nach Burgos führte.

## Lage und Klima
Der Ort Villarta liegt auf der Westseite des Iberischen Gebirges in einer Höhe von ca. 760 m. Cuenca, die Provinzhauptstadt, liegt ca. 100 km (Fahrtstrecke) nordwestlich; die Stadt Albacete ist ca. 70 km in südwestlicher Richtung entfernt. Das Klima im Winter ist gemäßigt, im Sommer dagegen warm bis heiß; die eher geringen Niederschlagsmengen (ca. 415 mm/Jahr) fallen – mit Ausnahme der nahezu regenlosen Sommermonate – verteilt übers ganze Jahr.

## Bevölkerungsentwicklung
| Jahr      | 1857 | 1900 | 1950  | 2000 | 2019 |
| Einwohner | 371  | 536  | 1.042 | 818  | 793  |

Aufgrund der Mechanisierung der Landwirtschaft, der Aufgabe bäuerlicher Kleinbetriebe und des daraus resultierenden Verlusts von Arbeitsplätzen ist die Einwohnerzahl der Gemeinde seit der Mitte des 20. Jahrhunderts deutlich rückläufig (Landflucht).

## Wirtschaft
Die Wirtschaft des Ortes basierte jahrhundertelang im Wesentlichen auf Selbstversorgung; Haltbare Produkte wie Käse, Wurst, Tierhäute und Wolle konnten an fahrende Händler verkauft oder gegen andere Produkte getauscht werden. Heute spielt der Weinbau eine wesentliche Rolle im Wirtschaftsleben der Gemeinde.

## Geschichte
Funde legen eine Besiedlung in römischer Zeit nahe, doch fehlen Funde aus westgotischer und selbst islamisch-maurischer Zeit. Man muss deshalb annehmen, dass die Gegend bis um das Jahr 1000 nicht oder kaum besiedelt war. Die Situation änderte sich nach der Rückeroberung (reconquista) der Stadt Cuenca und ihres Umlands durch die Truppen Alfons’ VIII. von Kastilien im Jahr 1177 und der anschließenden Wiederbesiedlung (repoblación) durch Christen aus allen Teilen der Iberischen Halbinsel.

## Sehenswürdigkeiten
- Die bedeutendste Sehenswürdigkeit des Ortes ist die erst im frühen 19. Jahrhundert entstandene Iglesia Dulce Nombre de Jesus, deren Glockengiebel (espadaña) die ansonsten schmucklose Westfassade überragt.
- Das Erdgeschoss des Rathauses (ayuntamiento) ist mit einem Bogengang (soportales) versehen; der Mittelteil des Obergeschosses ist durch einen Balkon betont.